# Albert Lenoir
Alexandre Albert Lenoir, född den 21 oktober 1801 i Paris, död där den 17 februari 1891, var en fransk arkitekt. Han var son till Alexandre Lenoir och Adélaïde Binart, och far till Alfred-Charles Lenoir.
Lenoir studerade i Italien 1830–1832, reste i Europa och Orienten samt väckte uppseende genom sitt förslag till ett historiskt museum (1833), vilket hade till följd, att han sattes till arkitekt för Musée de Cluny, som fullbordades av honom. Hans största förtjänst ligger i hans litterära arbeten, av vilka kan nämnas Architecture militaire au moyen-âge, Monuments religieux du moyen-âge (1840–1847), Statistique monumentale de Paris (1846, 1861–1867) och Architecture monastique (1852–1856). År 1869 blev han medlem av franska konstakademien.